# أكسيرين
أكسيرين هو مركب عضوي حلقي غير متجانس غير مشبع له الصيغة الكيميائية C2H2O.
يتألف المركب بنيوياً من حلقة ثلاثية حاوية على ذرة أكسجين واحدة، وهو الشكل غير المشبع من الأكسيران. يعد المركب من المركبات الافتراضية، إذ أنه غير مستقر ويتفكك بسهولة بالشكل غير المستبدل. يمكن تثبيت البنية غير المستقرة في حال وجود مستبدلات، وحينها تعرف المركبات باسم الأكسيرينات.

## التحضير
يمكن الحصول على مشتقات الأكسيرين من تفاعل الألكينات مع أحماض بيروكسي.

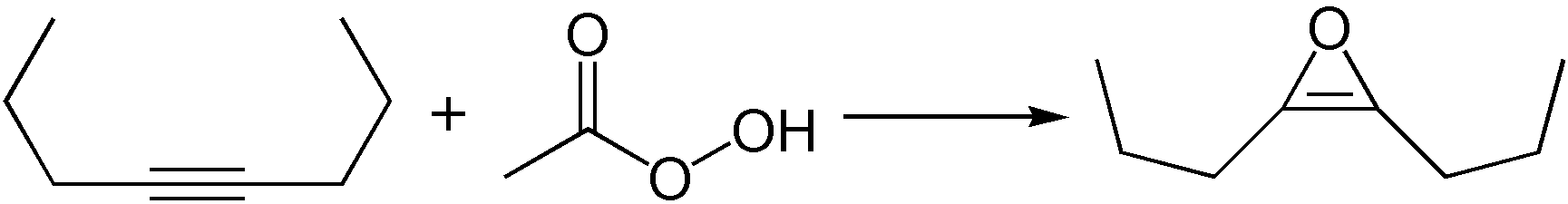
تحضير مشتقات الأكسيرين

يسمى هذا التفاعل باسم تفاعل بريليجايف Prilezhaev reaction، ويستخدم لاصطناع الإيبوكسيد.
كما يمكن الانطلاق من الكيتونات العطرية المستبدلة بثنائي برومو الإيثيل وذلك بالمعالجة مع ميثوكسيد الصوديوم:

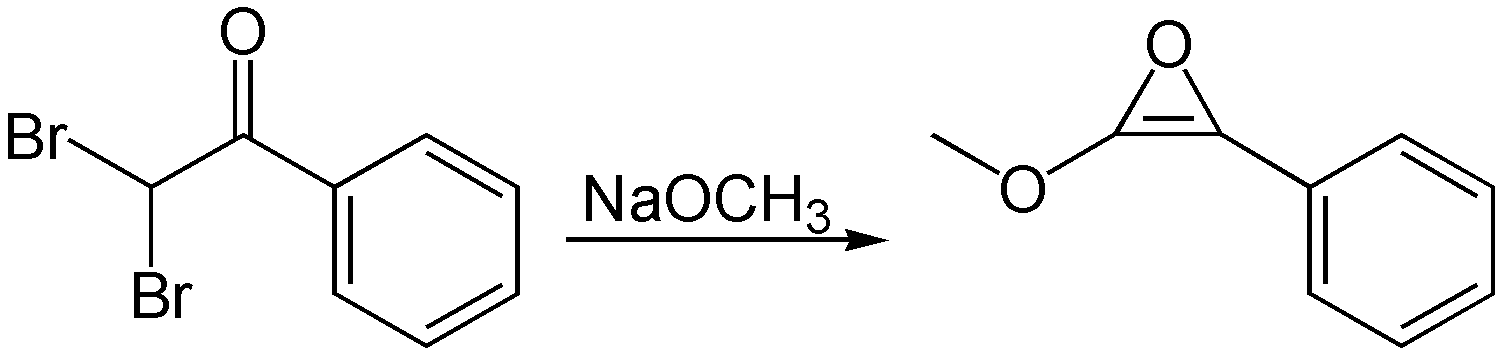
تحضير مشتقات الأكسيرين من الكيتونات العطرية.

## الخواص
نتيجة إجهاد الحلقة الكبير فإن المركب غير مستقر، ولم يتمكن إلى الآن عزله، وهناك آراء تشير إلى أن وجوده هو فقط حالة انتقالية.
أمكن تأكيد وجود المركب تجريبياً في تفاعل إعادة ترتيب فولف.

## الاستخدامات
تستخدم مركبات الأكسيرين في إضافة مجموعات الهيدروكسيل إلى المركبات العطرية عبر المركبات العضوية الفلزية، مثل مركبات الليثيوم العضوية، وذلك في تفاعل فتح الحلقة:

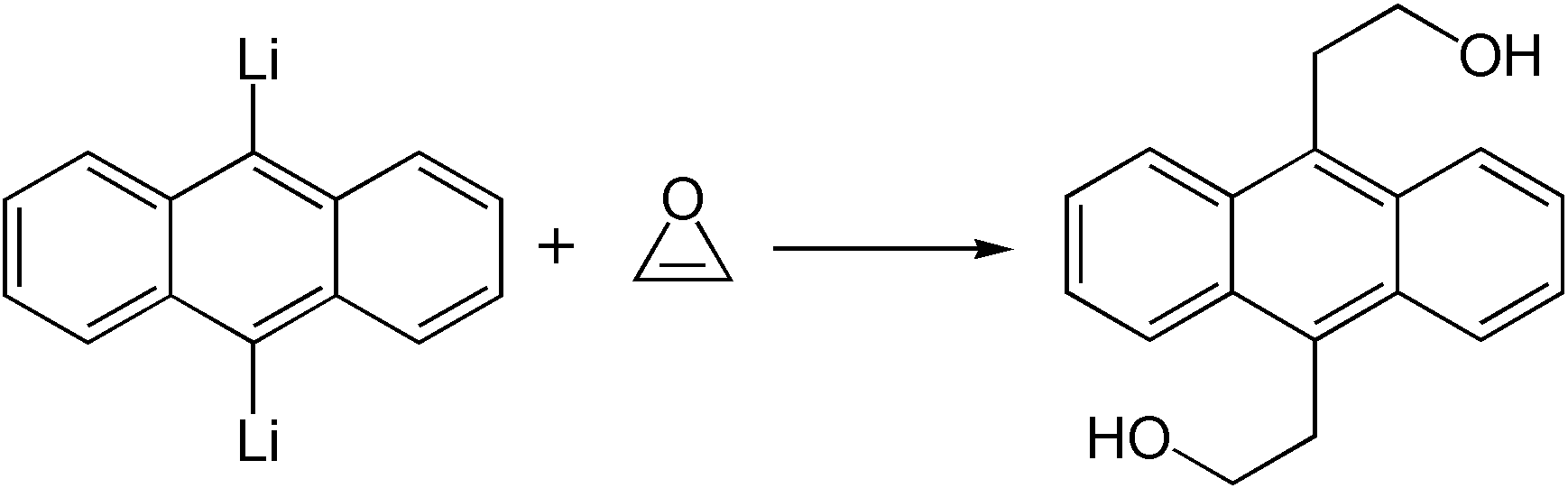
تشكل مشتق ثنائي الهيدروكسيل للأنثراسين انطلاقاً من الأكسيرين.

## اقرأ أيضاً
- أكسيران
- ديوكسيران
- أكسيتان
- أكسيتين
- ثييران